# 科茹胡夫

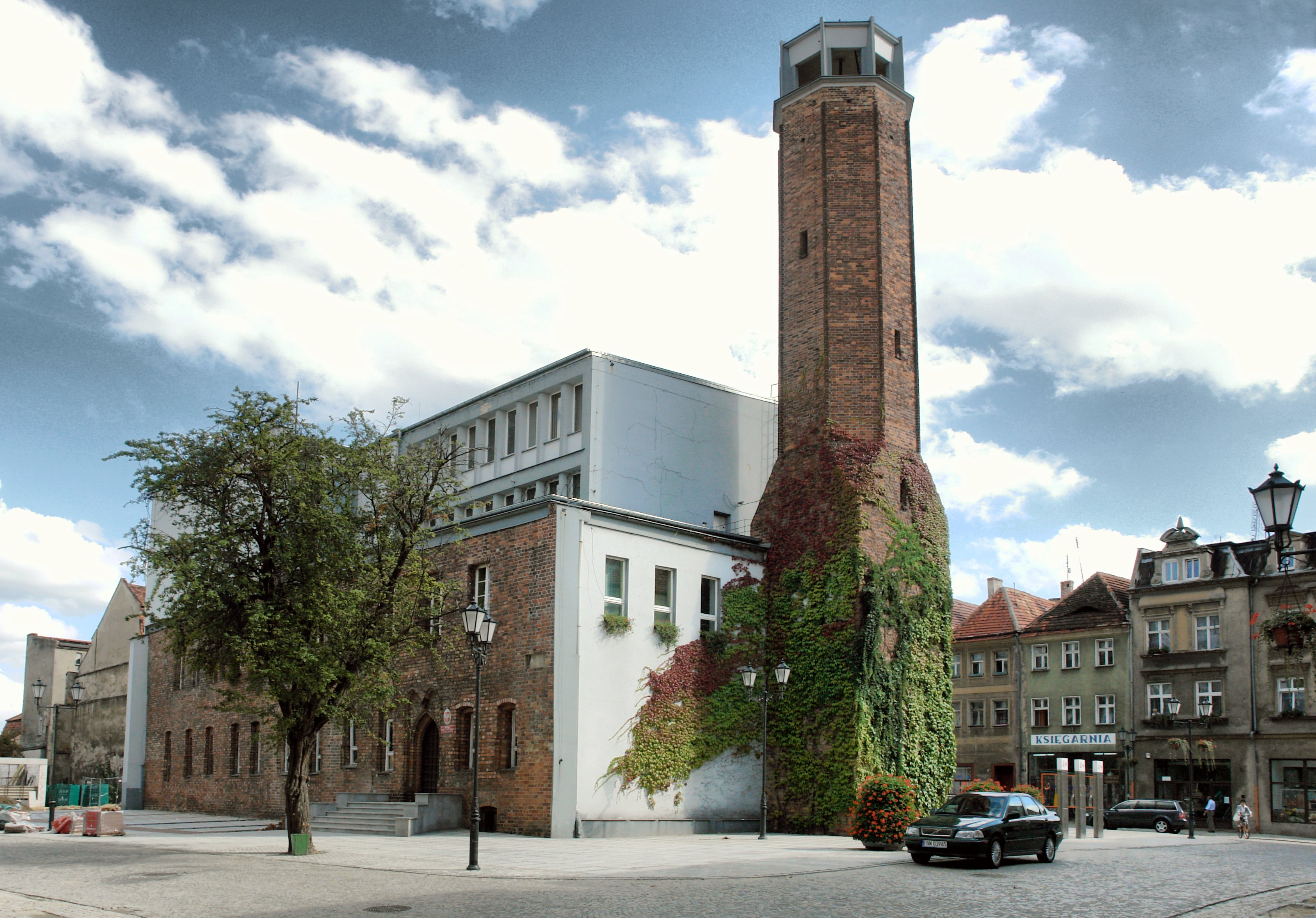

科茹胡夫是波蘭的城鎮，位於該國西部，由盧布斯卡省負責管轄，面積5.95平方公里，海拔高度99米，主要經濟活動是工業和服務業，2006年人口9,592。

## 外部連結
- Official website （页面存档备份，存于） （波兰語）

51°45′N 15°36′E / 51.750°N 15.600°E